# Contea di Cedar (Nebraska)
La contea di Cedar (in inglese Cedar County) è una contea dello Stato del Nebraska, negli Stati Uniti. La popolazione al censimento del 2000 era di 9 615 abitanti. Il capoluogo di contea è Hartington.